# Kalimantan
Kalimantan es el nombre en indonesio de la isla de Borneo. El término también es usado por el gobierno de Indonesia para referirse a las tres cuartas partes (un 73%) de la isla que están bajo su soberanía. Tiene un área de 544,150 km² y una población estimada de 14,944,742 (2014),  teniendo por lo tanto una densidad demográfica sumamente baja. En el sudeste esta parte y la isla está Nusantara, la ciudad en construcción para hacer la nueva capital del país para reemplazar a Yakarta.
Actualmente 5 provincias indonesias ocupan esta región:
- Borneo Central (Kalimantan Tengah), capital Palangkaraya;
- Borneo Meridional (Kalimantan Selatan), capital Banjarmasin;
- Borneo Occidental (Kalimantan Barat), capital Pontianak;
- Borneo Oriental (Kalimantan Timur), capital Samarinda y
- Borneo Septentrional (Kalimantan Utara) – capital Tanjung Selor.